# Ytter-Skivsjön
Ytter-Skivsjön är en sjö i Örnsköldsviks kommun i Ångermanland och ingår i Husåns huvudavrinningsområde. Sjön är 12 meter djup, har en yta på 0,312 kvadratkilometer och befinner sig 208,2 meter över havet. Sjön avvattnas av vattendraget Husån.

## Delavrinningsområde
Ytter-Skivsjön ingår i det delavrinningsområde (707808-164317) som SMHI kallar för Utloppet av Ytter-Skivsjön. Medelhöjden är 283 meter över havet och ytan är 5,78 kvadratkilometer. Räknas de 8 avrinningsområdena uppströms in blir den ackumulerade arean 34,6 kvadratkilometer. Avrinningsområdets utflöde Husån mynnar i havet. Avrinningsområdet består mestadels av skog (84 procent). Avrinningsområdet har 0,43 kvadratkilometer vattenytor vilket ger det en sjöprocent på 7,4 procent.